# Gødstrup Station
 Ikke at forveksle med Gadstrup Station.
 Gødstrup Station er en jernbanestation på Vejle-Holstebro-banen, der ligger ved Regionshospitalet Gødstrup vest for Herning. Stationen består af et spor og en 120 m lang perron. Den ligger ca. 200 m fra hospitalets hovedindgang.
Baggrunden for etableringen er en aftale fra 7. februar 2012, hvor partierne S, R, DF og SF blev enige om at afsætte ca. 16,5. mio. DKK til en ny station i Gødstrup. Perronen blev bygget af entreprenørvirksomheden Forstas for Banedanmark i november-december 2018, hvorefter Banedanmark og DSB sørgede for læskure, skilte og andet perroninventar. Herning Kommune etablerede forpladsen med busstoppested, parkeringsplads og en kiss-and-ride zone, hvor bilister kan optage og afsætte passagerer. Stationen åbnede for driften 15. marts 2021. Der var dog ingen officiel indvielse på grund af restriktionerne i forbindelse med coronaviruspandemien.
Landsbyen Gødstrup 300 m sydøst herfor havde fra 1904 til ca 1969 en station af samme navn.. Den gamle stationsbygning står stadig.